# 貝拉托拉山
46°13′53″N 7°38′46″E / 46.23139°N 7.64611°E

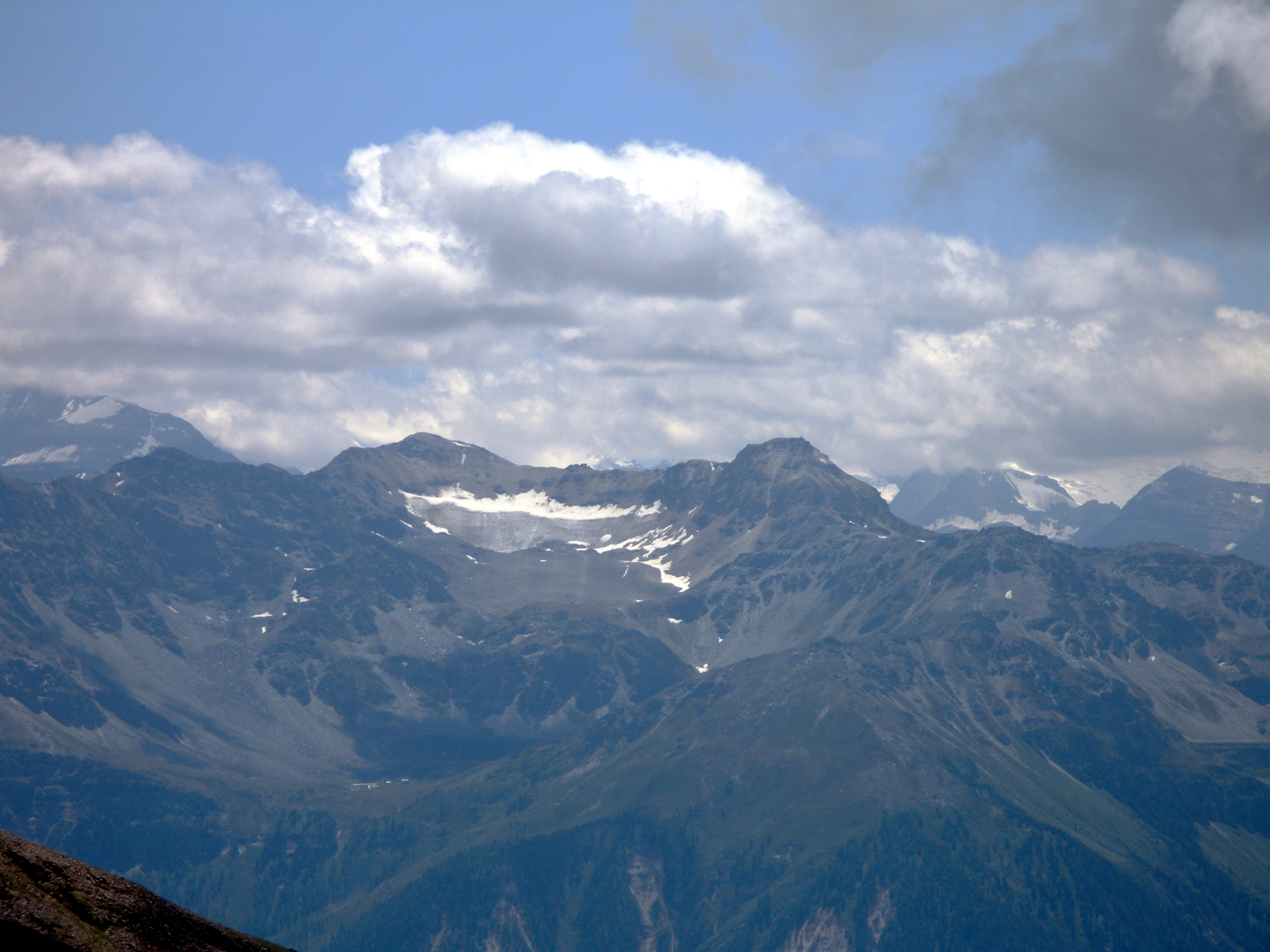

貝拉托拉山（Bella Tola），是瑞士的山峰，位於該國南部，由瓦萊州負責管轄，屬於本寧阿爾卑斯山脈的一部分，海拔高度3,025米，每年平均降雨量1,585毫米。